# Dietrich von Hildebrand
Dietrich von Hildebrand (12. října 1889, Florencie – 26. ledna 1977, New Rochelle) byl německý katolický filosof a teolog.

## Život
Dietrich von Hildebrand byl synem slavného německého sochaře Adolfa von Hildebranda. Vyrůstal ve Florencii. Studoval filosofii v Mnichově a Göttingenu. Promoval u Edmunda Husserla, který hodnotil Hildebrandovu disertaci známkou opus eximium. Byl také blízkým přítelem jiného německého filosofa, Maxe Schelera. Ten měl mimo jiné podíl i na tom, že Hildebrand roku 1914 konvertoval ke katolicismu. V letech 1918-1933 působil jako profesor filosofie na univerzitě v Mnichově. Pod vlivem Adolfa Reinacha a Maxe Schelera rozvinul přístup, který bývá označován jako fenomenologická filosofie hodnot. Byl dvakrát ženatý; po smrti první manželky se jeho druhou manželkou stala filosofka Alice von Hildebrand.

#### Česká
- HILDEBRAND, Dietrich von. 25 let Humanae vitae jako znamení odporu. Olomouc: Matice Cyrilometodějská, 1999. ISBN 80-7266-013-6.
- HILDEBRAND, Dietrich von. Trojský kůň ve městě Božím. Olomouc: Matice cyrilometodějská, 1999. ISBN 80-7266-034-9.
- HILDEBRAND, Alice von. Dietrich von Hildebrand: Duše Lva. Vyšší Brod: Hesperion, 2024. ISBN 978-80-88353-24-9.

#### Cizojazyčná
- HILDEBRAND, Alice. The soul of a lion. The life of Dietrich von Hildebrand. San Francisco: Ignatius Press, 2000. Dostupné online. ISBN 089870801X.
- HILDEBRAND, Dietrich. Liturgy and personality, New York, 1950